# 安全第一網路銀行
安全第一網路銀行（英語：Security First Network Bank，SFNB）是美國第一家純互联网銀行，它沒有實體分行辦事處，只能在線訪問。於1995年10月由詹姆斯（奇普）·S·馬漢三世在肯塔基州派恩維爾成立，但在數個月後便遷移至喬治亞州的亚特兰大。它最初是作為一家储蓄银行，並與安全第一技術（Security First Technologies）軟體公司一起成立，最終在亞特蘭大擴大其業務。1998年9月30日，加拿大皇家銀行收購了安全第一網路銀行的部分業務，而軟體開發公司分拆為S1公司。